# Diabetes-Journal
Das Diabetes-Journal  ist eine deutsche Abonnement-Zeitschrift zum Thema Diabetes mellitus. Sie erscheint  im Kirchheim-Verlag, Mainz. Die Monatszeitschrift ist im Jahr 1951 gegründet worden unter dem Titel „Der Diabetiker“, gemeinsam mit der Selbsthilfeorganisation Deutscher Diabetiker Bund (DDB). Seit den 1970er-Jahren  heißt das Blatt Diabetes-Journal. 
Die Hefte enthalten neben medizinischen Beiträgen auch Erfahrungsberichte, Leserbriefe und Patientenfragen. Psychologie wird ebenso behandelt wie Ernährung und  Gesundheitspolitik. Dazu gibt es Tipps, die den Alltag mit Diabetes leichter machen sollen, sowie Rezepte und  Telefonnummern. Das Magazin berichtet in jeder Ausgabe über den DDB-Bundesverband sowie über die Arbeit der 16 Landesverbände. Daneben werden Nachrichten der Diabetes-Gesamtorganisation diabetesDE - Deutsche Diabetes-Hilfe veröffentlicht. 
Das Journal ist erhältlich an Kiosken auf deutschen Flughäfen und Bahnhöfen. Zu den Autoren der medizinischen Themen gehören Experten aus dem Bereich der Diabetologie wie  Hellmut Mehnert, Thomas Haak, Thomas Danne oder Bernd Kulzer.
Im Jahr 2009 ist aus dem Diabetes-Journal heraus die Patientenveranstaltung diabetestour entstanden, und seit dem Jahr 2011 richtet es jährlich auch den Deutschen Diabetiker Tag aus, gemeinsam mit dem Deutschen Diabetiker Bund.  